# ライヴ・イン・ボストン、MA 1972
『ライヴ・イン・ボストン、MA 1972』（Live in Boston, MA 1972）は、キング・クリムゾン・コレクターズ・クラブ（KCCC）が2009年に発売したCD。イングランドのロック・バンドであるキング・クリムゾンが1972年2月から4月まで行なったアメリカ・ツアーのライヴ・アルバムで、同クラブの通算40作目である。

## 解説

### 本作の内容
1972年3月27日のボストン公演の録音を収録。ロバート・フリップのアナウンスメントを除いた8曲の内訳は以下のとおり。
- 『クリムゾン・キングの宮殿』（1969年）から1曲
- 『ポセイドンのめざめ』（1970年）から2曲
- 『リザード』（1970年）から1曲から
- 『アイランズ』（1971年）から2曲
- シングルB面収録曲1曲
- 即興演奏1曲

## 収録曲
| #         | タイトル                                                   | 作詞・作曲                                              | オリジナル                                | 時間  |
| --------- | ---------------------------------------------------------- | ------------------------------------------------------- | ----------------------------------------- | ----- |
| 1.        | 「R.F. Announcement」                                      |                                                         |                                           | 1:35  |
| 2.        | 「冷たい街の情景 Pictures Of A City」                      | Robert Fripp, Pete Sinfield                             | 『ポセイドンのめざめ』（1970年）          | 8:44  |
| 3.        | 「フォーメンテラ・レディ Formentera Lady」                 | Fripp, Sinfield                                         | 『アイランズ』（1971年）                  | 8:33  |
| 4.        | 「船乗りの話 The Sailer's Tale」                           | Fripp（インストゥルメンタル）                           | 『アイランズ』                            | 7:25  |
| 5.        | 「サーカス Cirkus」                                        | Fripp, Sinfield                                         | 『リザード』（1970年）                    | 8:44  |
| 6.        | 「グルーン Groon」                                         | Fripp（インストゥルメンタル）                           | シングル『キャット・フード』B面（1970年） | 10:18 |
| 7.        | 「21世紀のスキッツォイド・マン 21st Century Schizoid Man」 | Fripp, Greg Lake, Ian McDonald, Michael Giles, Sinfield | 『クリムゾン・キングの宮殿』（1969年）    | 10:03 |
| 8.        | 「即興演奏 Improv」                                        |                                                         |                                           | 7:46  |
| 9.        | 「ケイデンスとカスケイド Cadence and Cascade」             | Fripp, Sinfield                                         | 『ポセイドンのめざめ』                    | 4:16  |
| 合計時間: | 合計時間:                                                  | 合計時間:                                               | 合計時間:                                 | 67:24 |

## ミュージシャン
- ロバート・フリップ　Robert Fripp – ギター、メロトロン
- メル・コリンズ　Mell Collins – サクソフォーン、フルート、メロトロン
- ボズ・バレル　Boz Burrell – ベース、リード・ヴォーカル
- イアン・ウォーレス　Ian Wallace – ドラムス、バッキング・ヴォーカル